# Radziejówka (Tychy)
Radziejówka – dzielnica Tychów.
W Radziejówce występuje zabudowa domów jednorodzinnych. Na terenie dzielnicy znajdują się ogródki działkowe.